# 北方城
北方城（きたがたじょう）は、岐阜県本巣郡北方町（美濃国席田郡）にあった戦国時代の日本の城（平城）。岐阜県指定史跡。現在の大井神社南東一帯に所在した。

## 概要
明応年間（1492年-1501年）に伊賀太郎衛門光就が築城したという。
4代目城主の伊賀太郎衛門守就から安藤氏を名乗り、安藤守就に改名する。守就は当初土岐頼芸に仕えていたが、美濃が斎藤道三によって奪取されると、道三の家臣として仕えた。稲葉良通や氏家直元らと並んで西美濃三人衆と称されたという。
1556年（弘治2年）、道三と斎藤義龍の抗争（長良川の戦い）では義龍に協力し、義龍の没後は斎藤龍興に仕えた。
1567年（永禄10年）、守就は織田信長の美濃侵攻に対して他の三人衆らと共に内応し、そのまま信長の家臣として仕え、引き続き北方城城主となる。しかし1580年（天正8年）、甲斐の武田勝頼と内通したという罪により、信長によって織田氏から追放され、北方城城主は稲葉良通がなった。
1582年（天正10年）、本能寺の変が起こり、信長が家臣の明智光秀により討たれると、守就は子の安藤尚就と共に挙兵して北方城を奪い、再起を試みた。しかし、稲葉良通に攻められ敗死し、北方城は廃城となる。
北方城の跡地には、1668年（寛文8年）に北方陣屋が築かれ、美濃国加納藩藩主松平光重の三男である戸田光直（戸田光賢）、旗本5,000石の陣屋となり、1868年（明治元年）まで存続する。
城跡は1968
年（昭和43年）11月11日付で県指定史跡に指定されている。

## 所在地
- 岐阜県本巣郡北方町北方249

## 交通機関
岐阜バス北方円鏡寺線、岐阜高専線、北方穂積線、大野北高線「岐阜農林高前」バス停下車、徒歩5分。または大野真正北方線「北方一本松」バス停下車、徒歩5分。
- JR岐阜駅バスターミナル（岐阜駅北）7番のりば。または名鉄岐阜のりば（名鉄岐阜駅西）6番のりば
  - 「大野バスセンター」「イオンタウン本巣（大縄場大橋経由）」行きで「北方一本松」バス停下車
  - 「芝原6丁目」「岐阜高専」行きで「岐阜農林高前」バス停下車
- みずほターミナル（穂積駅南）
  - 「モレラ岐阜」行きで「岐阜農林高前」バス停下車